# Під свист куль
«Під свист куль» — радянський художній фільм 1981 року, знятий режисером Борисом Шиленком на Кіностудії ім. О. Довженка.

## Сюжет
Громадянська війна. Жителі українського села Остапівка вирішують зайняти нейтральну позицію та перечекати війну. Але далеко не всі згодні з такою точкою зору на події, що відбуваються.

## У ролях
- Лесь Сердюк — Григорій
- Віктор Мірошниченко — Божедар
- Костянтин Степанков — Ганжа (озвучення: Віталій Дорошенко)
- Леонід Яновський — Опанас
- Віктор Степаненко — отець Костянтин
- Тетяна Митрушина — Степанида
- Валерій Малишев — Грицай
- Михайло Бітний-Шляхта — Дондя
- Олексій Тютімов — Стась
- Роман Котенко — Сашко
- Марина Сокольська — Оля
- Євген Пашин — Ганжанок
- Г. Ведмідський — Микола Ковтуненко
- Юрій Дубровін — отаман Чорний
- Леонід Слісаренко — Шматов
- Людмила Лобза — епізод
- Олександр Мовчан — Федір Федорович
- Осип Найдук — спільник Ганжі
- Едуард Озерянський — товариш Федора Федоровича
- Альберт Пєчніков — товариш Федора Федоровича
- Олена Анісімова — Лариса
- Борис Александров — одноокий бандит
- Микола Бабенко — епізод
- Вадим Голик — червоний командир
- О. Карюкін — епізод
- Юрій Коміссаров — бандит
- А. Никифоров — епізод
- Валерій Наконечний — епізод
- Олександр Пархоменко — підручний Чорного
- Т. Топчій — епізод
- В. Усов — епізод
- Олена Чекан — селянка
- Сергій Шеметіло — епізод
- Ігор Фуклєв — епізод
- Олег Фуклєв — епізод
- Віра Саранова — дружина Опанаса
- Наталія Гебдовська — мати Мішки
- Микола Гудзь — спільник Ганжі

## Знімальна група
- Режисер — Борис Шиленко
- Сценаристи — Олександр Горохов, Юрій Чулюкін
- Оператор — Геннадій Енгстрем
- Композитор — Олександр Злотник
- Художник — Петро Максименко